# Christian David

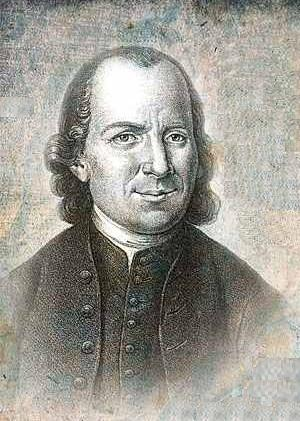

Christian David (Senftleben, 17 de fevereiro de 1692 - Berthelsdorf, 9 de junho de 1722) foi um missionário morávio, nascido enquanto a Morávia era parte das possessões da Casa de Habsburgo. É conhecido pela alcunha o "Servo do Senhor".
De origem católico-romana, converteu-se ao luteranismo em sua juventude. Após a conversão, deixou a Morávia e tornou-se membro de uma Igreja luterana em Berlim. No entanto, decepcionado com o a frieza do escolasticismo protestante, abandonou a congregação e alistou-se no exército da Prússia, em 1715.
Numa das viagens com o exército prussiano, travou contato com dois pastores luteranos pietistas. Nas palavras do historiador J. Hutton, pela primeira vez Christian David encontrara "pastores que eram também homens" como ele. Passando por uma experiência mística de conversão, ele tornou-se membro de uma congregação pietista.
Christian David tornou-se um pregador itinerante, liderado pelo pastor morávio Nicolaus Ludwig Zinzendorf. Percorreu extensas regiões da Europa, notadamente na Groenlândia. Uma de suas pregações, na cidade de Hernhut, teve como ouvinte o fundador do metodismo João Wesley, que afirmou ver nele "um notável conhecimento da divindade".
Cansado por suas peregrinações, faleceu junto à sua família em Berthelsdorf, em 9 de junho de 1722.